# Karakterstructuren
De leer van de karakterstructuren vertelt dat de mens zich in zijn ontwikkeling volgens bepaalde defensiepatronen kan vormen. Wilhelm Reich wordt beschouwd als de grondlegger van de deze leer. Hij ontdekte de aard van karakterpantsering, een defensief patroon dat door het lichaam wordt aangenomen om het te beschermen tegen psychologische pijn. Dit wordt zichtbaar door veelal onbewuste chronische spierpatronen en lichamelijke spanningen die evenwel therapeutisch kunnen worden behandeld.
Grosso modo zijn er vijf karakterstructuren. Niemand valt samen met één type, want de meeste mensen combineren verschillende types waarbij één of twee kunnen overheersen. Vaardig worden in het begrijpen van karakterstructuren is bedreven worden in het begrijpen van iemands levensgeschiedenis, vooraleer deze één woord heeft gezegd. Waarschuwing: gezien de beperkte informatie dient men op te passen voor generalisaties.
| Karakter       | Spierpatroon                                                  | Gedrag                                                                                         | Behandeling |
| -------------- | ------------------------------------------------------------- | ---------------------------------------------------------------------------------------------- | --- |
| Schizoïde      | Lichaam tegen dreigend uiteenvallen bij elkaar houden         | Grote geestelijke activiteit (voornamelijk angstdenken) zonder contact met lichaam en omgeving | Grote angst en woede het hoofd bieden en bestaansrecht in de wereld laten ontdekken |
| Oraal          | Standhouden tegen dreigende verlating en isolement            | Onlesbare dorst naar betekenisvolle relaties                                                   | Isolatie en de daarmee verbonden woede bestrijden, zonder onbevredigbare eisen aan anderen te stellen                                                                                    |
| Psychopathisch | Standhouden tegen het gevaar van falen                        | In iedere situatie aan iedereen superieur zijn                                                 | Angst voor onderwerping doen inzien, afhankelijkheid als een volwaardige manier van leven leren accepteren                                                                               |
| Masochistisch  | Zich inhouden om de eigen rechten en behoeften te doen gelden | Meer voor anderen zorgen dan voor zichzelf                                                     | Eigen behoeften durven erkennen en boven die van anderen leren plaatsen zodat het lichaam kan ontdekken dat het vrij is om voor zichzelf te zorgen, voordat het voor anderen gaat zorgen |
| Rigide         | Terughoudendheid om het hart voor verder verdriet te behoeden | Behoefte om emoties te beheersen en niet in relaties betrokken te raken                        | Angst en woede het hoofd leren bieden. Gevoelens van hoofd en genitaliën samenbrengen en het verlangen naar contact en acceptatie in gang zetten                                         |